# Церква святого Миколая (Мала Березовиця)
Церква святого Миколая в Малій Березовиці — парафія і храм греко-католицької громади Збаразького деканату Тернопільсько-Зборівської архієпархії Української греко-католицької церкви в селі Мала Березовиця Тернопільського району Тернопільської области.

## Історія церкви
Будівництво храму в селі розпочалося у 1901 році з благословення митрополита Андрея Шептицького, а освятили його вже у 1905 році.
У період з 1944 по 1946 роки у храмі проводилися поодинокі богослужіння. З 1948 року парафія і церква перейшли під юрисдикцію РПЦ. Після того як УГКЦ вийшла з підпілля, громада села розділилася на вірних УАПЦ та УГКЦ, але храм номінально залишився за греко-католиками.
На території парафії знаходяться три фігури Пресвятої Богородиці та одна фігура Святого Миколая.

## Парохи
- о. Перфекцький (1905—1920),
- о. Ігнатів (1905—1920),
- о. Микола Іванчук (1920—1939),
- о. Йосиф Кудельський (1940—1944),
- о. Андрей Оршак (1946—1948),
- о. Грицай (1948—1956),
- о. Голдаєвич (1956—1960),
- о. Лілякевич (1960—1970),
- о. Яремчук (1970—1989),
- о. Мирослав Дудкевич (1990—1994),
- о. Григорій Хома (1994—2005),
- о. Пилип Безпалько (з 2006).